# Liste der Kulturgüter in Pfaffnau
Die Liste der Kulturgüter in Pfaffnau enthält alle Objekte in der Gemeinde Pfaffnau im Kanton Luzern, die gemäss der Haager Konvention zum Schutz von Kulturgut bei bewaffneten Konflikten, dem Bundesgesetz vom 20. Juni 2014 über den Schutz der Kulturgüter bei bewaffneten Konflikten sowie der Verordnung vom 29. Oktober 2014 über den Schutz der Kulturgüter bei bewaffneten Konflikten unter Schutz stehen.
Objekte der Kategorien A und B sind vollständig in der Liste enthalten, Objekte der Kategorie C fehlen zurzeit (Stand: 1. Januar 2023). Unter übrige Baudenkmäler sind zusätzliche Objekte zu finden, die im kantonalen Denkmalverzeichnis verzeichnet und nicht bereits in der Liste der Kulturgüter enthalten sind.

## Kulturgüter
| Foto |                                                                               | Objekt                                             | Kat. | Typ | Standort                                 | Beschreibung |
| ---- | ----------------------------------------------------------------------------- | -------------------------------------------------- | ---- | --- | ---------------------------------------- | ------------ |
| ja   | Datei hochladen · Wikidata zu Ehemaliges Kloster St. Urban (Q1157569)         | Ehemaliges Kloster St. Urban KGS-Nr.: 03855        | A    | G   | Klinik St. Urban 1.1–1.5 630403 / 231302 |              |
| ja   | Datei hochladen · Wikidata zu Katholische Pfarrkirche St. Vinzenz (Q29522462) | Katholische Pfarrkirche St. Vinzenz KGS-Nr.: 03858 | A    | G   | Mülistrasse 1.1 634799 / 230935          |              |
| ja   | Datei hochladen · Wikidata zu Pfarrhaus mit Zehntscheune (Q29522472)          | Pfarrhaus mit Zehntenscheune KGS-Nr.: 03859        | A    | G   | Mülistrasse 4, 2 634807 / 231021         |              |
| ja   | Datei hochladen · Wikidata zu Kapelle Murhof (Q29785778)                      | Kapelle Murhof KGS-Nr.: 03860                      | B    | G   | Murhofstrasse 17.1 630869 / 231404       |              |
| BW   | Datei hochladen · Wikidata zu Zehntenscheune Murhof (Q29785780)               | Zehntenscheune Murhof KGS-Nr.: 16166               | B    | G   | Murhofstrasse 4.4, 4.5 630882 / 231339   |              |

## Übrige Baudenkmäler
| ID   | Foto |                                                                 | Objekt                            | Typ | Standort                          | Beschreibung |
| ---- | ---- | --------------------------------------------------------------- | --------------------------------- | --- | --------------------------------- | ------------ |
| 7c   | ja   | Datei hochladen · Wikidata zu St. Antonius-Kapelle (Q120761587) | Beinhauskapelle (Antoniuskapelle) | G   | Mülistrasse 1 634800 / 230984     |              |
| 72   | BW   | Datei hochladen                                                 | St. Urban, Zollhaus               | G   | Kantonsstrasse 10 630216 / 231384 |              |
| 119a | BW   | Datei hochladen                                                 | Speicher Burg                     | G   | Burg 1.2 635722 / 229970          |              |
| 120a | BW   | Datei hochladen                                                 | Speicher auf dem Burghof          | G   | Burghof 1.2 635800 / 230209       |              |
| 754  | BW   | Datei hochladen                                                 | Sodbrunnen Löchli                 | G   | Löchli 635081 / 231684            |              |

Legende: Siehe Legende der Liste der Kulturgüter von nationaler und regionaler Bedeutung. Anstelle der KGS-Nummer wird als Objekt-Identifikator (ID) die Gebäudenummer im kantonalen Denkmalverzeichnis verwendet.